# Charles Eric Maine
Charles Eric Maine, pseudonimo di David McIlwain (Liverpool, 21 gennaio 1921 – Londra, 30 novembre 1981), è stato uno scrittore di fantascienza e sceneggiatore britannico; ha anche firmato alcuni romanzi polizieschi con il nome di Richard Rayner e di Robert Wade.

## Biografia
David McIlwain è nato a Liverpool nel 1921, figlio di David McIlwain, un ingegnere, e di Caroline Jones.
David McIlwain si è affacciato nel mondo della fantascienza molto presto e, già prima della seconda guerra mondiale, era un attivo frequentatore di circoli di appassionati a questo genere letterario, in buona compagnia, tra l'altro, di scrittori quali John Burke e Sam Youd. In questo periodo ha collaborato con lo stesso Burke nella redazione di una fanzine (The Satellyte) ed assume lo pseudonimo di Charles Eric Maine con il quale conoscerà la notorietà, anni dopo, come scrittore. Successivamente, nel 1940 si è dedicato all'edizione di una sua propria fanzine dal titolo Gargoyle, pubblicata fino al 1941, anno in cui lo scrittore viene arruolato nella Royal Air Force per poi essere distaccato in Africa settentrionale.
Terminata la guerra Maine torna in patria, si sposa in prime nozze con Joan Lilian Hardy nel 1947, trova occupazione nel mondo del giornalismo, che abbandona nel 1948 per occuparsi di televisione e di radio, riprendendo negli anni cinquanta con rinnovato impegno le incursioni nel campo della fantascienza; nel 1952 vede la sua firma lo sceneggiato radiofonico, 1953 Spaceway, messo in onda dalla BBC e il cui successo consigliò la trasposizione letteraria e cinematografica Viaggio nell'interspazio, per la regia di Terence Fisher (1953). Analoga sorte ebbe il radioromanzo The Einstein Highway, trasposto in un romanzo di notevole successo, Il clandestino dello spazio (Timeliner), e successivamente in versione televisiva nel film Sette secondi più tardi (Timeslip, regia di Ken Hughes, 1955, trasmesso anche negli Stati Uniti con il titolo The Atomic Man). Altre opere di Maine diventarono soggetti per pellicole come Il terrore non ha confini (The Escapement, distribuita anche con il titolo The Electronic Monster, regia di Montgomery Tully e David Paltenghi, 1958) e come Il cervello di Mr. Soames (The Mind of Mr Soames, regia di Alan Cooke 1970).
Nel 1960 divorzia per risposarsi l'anno successivo con Clare Mary Came. Negli anni sessanta si dedica quasi esclusivamente alla letteratura gialla, pubblicando quattro romanzi firmati con lo pseudonimo di Richard Rayner. Verso la fine degli anni settanta, nonostante avesse iniziato la carriera come scrittore di fantascienza e fosse stato un grande appassionato di SF negli anni trenta, raramente continua a occuparsi ancora di tale genere letterario, trovandosi a scrivere racconti fantastici solo se stuzzicato da argomenti particolarmente interessanti, sentendosi attratto dal narrare storie inerenti al fallimento della tecnologia e dei conseguenti risvolti in campo economico e politico. L'autore giunge spesso alla conclusione che i disastri sono maggiormente subiti dalle classi sociali più basse e che il potere trova sempre il modo per riaffermare la propria leadership e assicurarsi la sopravvivenza, anche a discapito degli altri.
Lo scrittore muore nel 1981 lasciando quattro figlie e due figli.

## Opere letterarie

### Romanzi
- Delitto alla base spaziale (Spaceways. A Story of the Very Near Future, 1953)
- Il clandestino dello spazio (Timeliner. A Story of Time and Space, 1955)
- Crisi 2000 (Crisis 2000, 1955)
- Escapement (1956)
- L'uomo isotopo (The Isotope Man, 1957)
- Luna chiama Terra... (High Vacuum, 1957)
- Spaceways Satellite, (1958)
- The Man Who Couldn't Sleep (1958)
- Mondo di donne (World without Men, 1958, ripubblicato in una versione rivisitata con il titolo Alph nel 1972)
- Il vampiro del mare (The Tide Went Out, 1958, ripubblicato in una versione rivisitata con il titolo Thirst! nel 1977); nuova traduzione integrale con il titolo L'ultima marea in Urania Collezione, n. 243, aprile 2023
- Fire Past the Future (1959, pubblicato anche con il titolo Fire Past the Future)
- Quelli di Kaluiki (Count-Down, 1960)
- Rischio calcolato (Calculated Risk, 1960)
- L'uomo che possedeva il mondo (The Man Who Owned the World,1960,  pubblicato anche con il titolo di He Owned the World)
- Senza traccia (Subterfuge, 1960)
- The Mind of Mr Soames (1961)
- Il grande contagio (The Darkest of Nights, 1962, pubblicato anche con il titolo di Survival Margin e successivamente ripubblicato in una versione rivisitata con il titolo The Big Death nel 1978)
- Never Let Up (1964)
- B.E.S.T.I.A. (B.E.A.S.T.: Biological Evolutionary Animal Simulation Test, 1966)
- The Random Factor (1971)

### Racconti
- Repulsion Factor (1953)
- Highway I (1953) ripubblicato anche con il titolo di Highway J;
- Spaceways to Venus (1953)
- The Boogie Matrix (1954)
- Troubleshooter (1954)
- The Yupe (1954)
- The Festival of Earth (1954)
- The Trouble with Mars (1955)
- Mission From Space (1955)
- Reverse Procedure (1957)
- The Big Count-Down (1958)
- Counter-Psych (1961)
- L'introverti (1961; riedizione francese di un racconto originale pubblicato in Inghilterra nel 1939)
- Short Circuit (1966)
- Scholarly Correspondence (1974)
- Jow Three Eyes (1976)

### Romanzi firmati Richard Rayner
- The Trouble with Ruth (1960)
- Darling Daughter (1961)
- Dig Deep for Julie (1963)
- Stand-in for Danger (1963)

## Filmografia

### Cinema
- Viaggio nell'interspazio (Spaceway), soggetto di Charles Eric Maine, regia di Terence Fisher, 1953.
- Il terrore non ha confini (The Escapement, distribuita anche con il titolo The Electronic Monster), soggetto e sceneggiatura di Charles Eric Maine, regia di Montgomery Tully e David Paltenghi, 1958
- Il cervello di Mr. Soames (The Mind of Mr Soames), soggetto di Charles Eric Maine, regia di Alan Cooke, 1970

### Televisione
- Timeslip, soggetto e sceneggiatura di Charles Eric Maine, regia di Ken Hughes, 1955, trasmesso in Inghilterra dalla BBC e negli Stati Uniti con il titolo The Atomic Man

## Opere radiofoniche
- Spaceways, messo in onda dalla BBC nel 1952
- The Einstein Highway, messo in onda dalla BBC nel 1958